# SN 1956H
SN 1956H – supernowa odkryta 11 lutego 1956 roku w galaktyce LEDA0091277. W momencie odkrycia miała maksymalną jasność 19,30m.